# Brachylibitia
Brachylibitia is een geslacht van hooiwagens uit de familie Cosmetidae.
De wetenschappelijke naam Brachylibitia is voor het eerst geldig gepubliceerd door Mello-Leitão in 1941. 

## Soorten
Brachylibitia is monotypisch en omvat slechts de volgende soort:
- Brachylibitia ectroxantha